# Greeley (cràter marcià)
El cràter Greeley, és un cràter d'impacte, que deu el seu nom al cèlebre científic planetari Ronald Greeley, està situat en una de les zones més antigues de Mart: una secció de les terres altes del sud del planeta denominada Noachis Terra. Es creu que aquesta regió té uns 4.000 milions d'anys d'antiguitat, per la qual cosa alberga moltes característiques que es van formar en els primers dies del Sistema Solar.